# محوطه حسن زنبری ۴
محوطه حسن زنبری ۴ مربوط به دوران پیش از تاریخ ایران باستان - دوره اشکانیان وهخامنشیان است و در شهرستان فارسان،شهرگوجان(دژگان)، بخش مرکزی، دهستان میزدج علیا، ۵۰۰ متری شمال غرب روستای گوجان واقع شده و این اثر در تاریخ ۲۷ اسفند ۱۳۸۷ با شمارهٔ ثبت ۲۶۵۴۱ به‌عنوان یکی از آثار ملی ایران به ثبت رسیده‌است.